# Jean Marcelin
Jean Harisson Marcelin (ur. 12 lutego 2000 w Le Port) – francuski piłkarz występujący na pozycji obrońcy w klubie Girondins Bordeaux. Wychowanek Auxerre, w trakcie swojej kariery grał także w Monaco i Cercle Brugge. Młodzieżowy reprezentant Francji.